# Астрологија
Астрологија (грч. αστρολογία - наука о звездама) је псеудонаука која положаје, односе и кретања планета и других небеских тела у односу на зодијачке знакове и сазвежђа, посматрано за земље, доводи у везу са основним особинама индивидуа (појединаца) и њиховом интеракцијом, са друштвом, нацијама, догађајима у свету итд. Сам појам логос (гр. λόγος) се обично тумачи као реч, што би свакако оправдало веровање да звезде нешто саопштавају. Особа која изучава астрологију се назива астролог, а његов задатак је да протумачи те "звездане поруке" и потом их пренесе заинтересованима. Један од најбитнијих термина који се везују за астрологију је хороскоп који се користи при свакој астролошкој анализи.
Астрологију не треба мешати са астрономијом (грч. αστρονομία - правила међу звездама), науком о звездама.

## Историјат
Испочетка, астрологија је била нераздвојни део астрономије па су се њоме бавили различити народи диљем земљиног шара: Кинези, Египћани, Грци, Римљани, Арапи, као и народи Америке (Астеци, Маје, Инке). Они су запазили да се многе ствари на земљи, као што су нпр. плима и осека итд. дешавају под дејством Сунца и Месеца па су веровали да су и сви остали догађаји последица утицаја различитих звезда. Отуд постоје различите врсте астрологије по националности. Осим тзв. западне познате су кинеска, јапанска, јеврејска, индијска, друидска (келтска) астрологија. Те националне астрологије се међусобно разликују и по начину израчунавања хороскопа, што је последица различитих географских конфигурација земљишта где је настала астрологија, али и по систему тумачења који је последица базичног става одређеног друштва према животу.
Колевка западне астрологије је стари Блиски исток, где су поникле прве опсерваторије – сумерски зигурати. Првобитна месопотамска астрологија (протоастрологија) је, сасвим слично као и у другим културама, била заснована на простом посматрању небеса у потрази за знамењем, које би на било који начин могло да предскаже важна дешавања у краљевству. Стари Месопотамци су веровали да звезде и сазвежђа, које су познавали у приличном броју, имају своје одговарајуће градове на земљи. Краљеви нису предузимали никакав ратни поход, нити започињали било какав важан државни посао (нпр. изградњу путева или двораца и сл.) ако им звездочаци нису означили повољне дане.
Записи астрономских опажања и знамења су пронађени међу осталим текстовима, исписаним на глиненим плочицама клинастим писмом. Најобимнија колекција Енума Ану Енлил датира из 2. миленијума п. н. е. Још једна веома важна колекција знамења, Венерин таблет из Амисадуке, садржи податке о осматрањима Венериних фаза и придаваним им значењима. Историчари нису сагласни које су године ови подаци прикупљани, али већина сматра да је колекција настала 146 година након Хамурабијеве смрти.
Египатски однос према звездама имао је облик астро-религије, а постао је с временом и префињенији. Најважнији астролошки догађај који су предвиђали древни Египћани биле су уобичајене поплаве Нила које су се поклапале са хелијачким изласком Сиријуса. Оно на шта су Египћани били посебно фокусирани су успони и кулминације звезда повезани са деканима – њихови мотиви нађени су на поклопцима ковчега из периода Средњег краљевства, око 2000. године п. н. е. У раним текстовима декани су означавали који је час ноћи када се подижу на источном хоризонту, док су у оним насталим касније означавали час ноћи када кулминирају на небу. Сматра се да је придавање пажње диурналном кретању било од велике важности за каснији развој хеленистичке доктрине хороскопских кућа.
Неке астролошке идеје су из Месопотамије дошле у Египат до друге половине 1. миленијума п. н. е. Најзначајнија од њих је Зодијак са 12 знакова око 3. века п. н. е. који се касније комбинује са деканима, а који уместо до тада засебног система, постају десетостепене поделе сваког зодијачког знака.
Освајање великих територија од стране Александра Великог током 4. века п. н. е., допринела су мешању различитих култура и традиција, што се свакако одразило и на даљи развој и усавршавање астрологије – Синтеза месопотамских астролошких идеја са египатским концептима и системима грчке математике и геометрије, резултирала је рођењем хороскопске астрологије.
Александар је основао град на обали Медитерана – Александрију – која убрзо по његовој смрти постаје центар културе и науке у који су се сливали велики умови ондашњег доба. Тако започиње хеленистички период односно доминација грчке мисли широм античког света. Под покровитељством грчке династије Птолемеја, изграђена је велика Александријска библиотека у коју су похрањене хиљаде текстова са разних крајева света, па је Египат опет изронио као велики центар астролошких студија.
Око 290. године п. н. е. вавилонски историчар и астролог Берос је, емигриравши на исток, основао астролошку школу на грчком острву Кос. До тада, ово је острво било познато као медицински центар у ком је негован култ Асклепија. Астрологија на тај начин утире свој пут све дубље на запад. Од великих умова хеленистичког доба проучавањем астрологије бавили су се и Талес, Питагора, Анаксагора, Емпедокле, Хипократ, Платон, Еуксод, Еуклид и други.
Први и други век наше ере су били нарочито важни за даљи напредак астрологије. Током тог периода су стварали Некепсо и Петозирис, Марко Манилије, Антиох из Атине, Критодемус, Серапио из Александрије, Доротеј из Сидона (касни 1. век), а нарочит допринос астрономији и астрологији је дао научник Клаудије Птолемеј, средином 2. века н.е. Он је био аутор два знаменита дела: Тетрабиблоса, астролошког четворокњижја и Синтаксиса (Алмагеста), зборника свеколиког тадашњег астрономског знања. Птолемеј је увео геоцентрични систем света у астрономију који је остао важећи у науци (астрономији) наредних четрнаест векова, а у астрологији се и данас користи. Птолемејев савременик, Ветије Валенс из Антиохије (120—175), написао је Антологију, најобимније и најочуваније дело хеленистичког периода које се састоји од девет књига. Овај материјал је посебно вредан јер садржи многобројне прогностичке технике од којих су неке јединствене, а такође и стотину хороскопа као демонстрације техника које је излагао.
У односу на ранију астролошку праксу у којој је коришћен тзв. систем целих знакова, Птолемеј уводи коришћење система једнаких кућа, док Валенс за потребе одређивања снаге планета дели квадранте хороскопа на једнаке трећине. Овај систем кућа је касније назван Порфиријев. У наредним вековима су настали многобројни квадратни системи поделе кућа као што су Алкабитус, потом врло популаран у ренесансном периоду Региомонтанов систем, данас у најмасовнијој употреби Пласидусов систем, те мање популарни Кох и Кампанус.
Иако је првобитно била забрањена у Риму око 139. године п. н. е., астрологија поново добија на популарности у време првих римских царева, који су обилато користили њене могућности да би предузели адекватне политичке и друге потезе. Октавијан Август је, изражавајући моћ, утиснуо на сребрне кованице свој астролошки симбол Јарца који предњим ногама држи свет. Било је и царева који су волели сами да се опробају у овој вештини нпр. Тиберије, Домицијан и Хадријан. Неки астролози су захваљујући пријатељству с владарима стекли велики утицај и политичку моћ, као што је случај са Тразилом.
Као већ оформљен систем, астрологија је прешла из хеленског света у Индију. Претпоставља се да се то десило око 2. века н. е. Индијци су усвојили и фонетски транскрибовали одређени број грчких астролошких термина: хора-час (грч. Ώρα), деканус- декант (грч. Δεκανοί) и, можда, трикона- тригон (грч. τρίγωνον). Касније се индијска астрологија развијала независно од западне, а основна разлика између западног и индијског хороскопа огледа се у томе што је западни тзв. тропски (заснован на зодијачким знаковима), тј. почиње на 0 степени знака Овна, а индијски је сидерални, тј. дефинише знакове према звездама стајачицама. Индијска астрологија је имала утицаја на развој астрологије у другим регијама. Персијски краљ Ардашир I је слао изасланике у околне земље како би прикупили научна дела која су у то време недостајала у Персији. Тако индијска и грчка астрологија долазе у ово царство,
Слом Западног римског царства астрологију гура у заборав на западу, али она наставља да живи у Источном римском царству, где је у животу одржавају размене књига са Арабљанима, упркос противљењу Цркве. Истовремено, она цвета код Арабљана, а нарочито након оснивања Багдада у који су позивани сви виђенији учењаци. На сличан начин као и Персијанци, Арабљани су слали своје изасланике да прикупљају материјал из Индије, Персије и Византије, и наставили да унапређују астрологију новим техникама. Средњовековни арапски астролози су нарочито били заинтересовани за мундану и хорарну астрологију. Познати астролози из овог периода су Теофил из Едесе, Машалах ибн Асари, Абу Али ел-Хајат, Сал ибн Бишр, Абу Машар, Ел-Кинди, Алкабитус, и други.
На почетку средњег века на астрологију се у Европи гледало као на облик паганизма што је утицало да се пољуља њен углед у теорији и пракси. Мешана је често са појмом алхемије, што је касније проучавањем доказано да су дубоко повезане. У алхемијским анализама користи се астролошка теорија, a најчешћи пример тога је повезивање одређених хемијским елемената са планетама: тако злато одговара Сунцу, сребро Месецу, жива Меркуру, итд. Хришћански теолози су били у позицији да условно признају легитимитет астро-метеорологији и астро-медицини, док је лична, натална астрологија представљала проблем. Међутим, од 13. века већина италијанских двораца држала је астрологе, а и на универзитетима се предавала астрологија. Прилив арапских идеја био је важан део тог поновног интересовања за астрологију, за чије ширење нарочите заслуге припадају италијанском астрологу Гвиду Бонатију.
Астрологијом су се бавили и научници који су живели на размеђи средњег века и ренесансе попут Парацелзуса, Тиха Брахеа и Јохана Кеплера. Ипак, Кеплер, иако краљев астролог, није ценио астрологију већ ју је прозвао сулудом ћерком астрономије.
Повећано интересовање за античке идеје у ренесанси утиче и на повећање интересовања за астрологију. Оживљавање херметизма и неоплатонизма погодовало је ширењу астрологије међу широким народним масама. Штампају се астролошки алманаси, али смела предикција о великој конјункцији 1524. учинила је да астрологија постане у многим очима неозбиљна па и смешна. Даљем опадању утицаја астрологије допринела је и појава протестантског покрета који је није прихватао.
У 16. веку Никола Коперник је увео хелиоцентрични систем света у науку и тиме одвојио астрономију од астрологије. У даљем развијању и објашњавању астролошких термина учествовао је и Исак Њутн ставши на њену страну. Једном приликом када је дошло до расправе по питању вредности-безвредности астрологије, па је астроному Халеју поручио: „Разлика између мене и Вас је што сам се ја бавио астрологијом а Ви нисте!“ Тиме се није субјективно заузео за основаност и научност астрологије, већ једноставно упутио да су се њом током векова бавили озбиљни филозофи и научни умови, који је нису у старту одбацили нити презрели.
Како је успон науке, посебно у 17. и 18. веку, био праћен пропадањем моћи аристократије, a јачањем политичког утицаја најширих слојева становништва, махом слабо образованих, то је клима за опстанак астрологије постајала заправо све погоднија. Тек са 20. веком шири слојеви постају све образованији (у односу на период мрачног средњег века, када је становништво био углавном неписмено), али астрологија и даље није губила на популарности. У том смеру највише успеха имало је социјалистичко образовање, које уводи обавезно школовање и високо школство, дакле стварајући интелектуалну елиту. Став комунистичке идеологије према астрологији је да је у том периоду сматрана квазинауком, заостатком празноверја и слично. Астрологија се, дакле, и у просвећеном раздобљу одржала, упркос притисцима кроз које је прошла.
Од научника новог доба, астрологију су проучавали психијатар Карл Густав Јунг, покушавајући да уз помоћ ње докаже своје начело синхроницитета и француски психолог Мишел Гоклен који је обрадио 24000 хороскопа познатих људи, упоређујући их са научним сазнањима o карактерима. Најпопуларнији астролози током друге половине 20. века на подручју Балкана били су Миле Дупор и његова ученица глумица Миља Вујановић.
Упоредо са присталицама, заговорницима, теоретичарима и практичарима астрологије увек је кроз историју било и њених мање или више љутих противника, од који су најпознатији Аристарх, Плиније Старији, Тацит, римски император Клаудије, Саванарола, папа Урбан VIII, Колбер итд.

## Подела астролошких знакова
Савремена астрологија дели зодијак на дванаест знакова. Они су распоређени у следећем реду:
| 1. Ован    | 2. Бик    | 3. Близанци  | 4. Рак      |
| 5. Лав     | 6. Девица | 7. Вага      | 8. Шкорпион |
| 9. Стрелац | 10. Јарац | 11. Водолија | 12. Рибе    |

Они се даље деле по квалитету (кардинални, фиксни, промењиви) и елементу (ватра, земља, ваздух, вода).
| Подела по квалитету |          |        |          |          |
| кардинални          | Ован     | Рак    | Вага     | Јарац    |
| фиксни              | Бик      | Лав    | Шкорпион | Водолија |
| променљиви          | Близанци | Девица | Стрелац  | Рибе     |

| Подела по елементу |          |          |          |
| ватрени            | Ован     | Лав      | Стрелац  |
| земљани            | Бик      | Девица   | Јарац    |
| ваздушни           | Близанци | Вага     | Водолија |
| водени             | Рак      | Шкорпион | Рибе     |

## Небеска тела у астрологији
У астролошким тумачењима се поред фиксних звезда, и још неких небеских тела, најчешће користе положаји планета Сунчевог система и Плутона. Свакој планети је додељен одређен скуп значења, која могу бити условљена контекстом и међусобним положајем у односу на друге планете.

## Законска забрана уРепублици Србији
Законом о јавном реду и миру Републике Србије који је донет 2016. године у члану 15, ставци Узнемиравање грађана врачањем, прорицањем или сличним обмањивањем, у шта се може убрајати астрологија, тарот, нумерологија и друга паганска/политеистичка (многобожачка) веровања стоји:
Ко се бави врачањем, прорицањем судбине, тумачењем снова или сличним обмањивањем на начин којим узнемирава грађане или нарушава јавни ред и мир - казниће се новчаном казном од 10.000 до 50.000 динара или радом у јавном интересу од 40 до 120 часова.— Закон о јавном реду и миру Републике Србије
.